# Александровка (Муром)
Александровка (рос. Александровка) — присілок, підпорядкований місту Мурому Владимирської області Російської Федерації.
Населення становить 607 осіб (2010).

## Історія
Присілок розташований на землях фіно-угорських народів муроми та мещери.
Згідно із законом від 13 травня 2005 року увійшло до складу муніципального утворення місто Муром.

## Населення
| 1859 | 1905 | 1926 | 2002 | 2010 |
| ---- | ---- | ---- | ---- | ---- |
| 216  | ↗353 | ↗522 | ↗543 | ↗607 |